# ماريا جولوبيفا
ماريا جولوبيفا (من مواليد 28 يونيو 1973) سياسية وعالمة سياسة ومؤرخة من لاتفيا. وهي عضوة في البرلمان الثالث عشر وزعيمة التنمية / من أجل!، انتخبت أيضا من قبل هيئة رئاسة السايما للعمل في سكرتارية في البرلمان. شغلت منصب وزيرة داخلية لاتفيا. في عملها الأكاديمي تتخصص في سياسات التعليم والهجرة.

## الحياة والوظيفة
درست جولوبيفا فقه اللغة الإنجليزية في جامعة لاتفيا وتخرجت بدرجة البكالوريوس في عام 1994. في عام 1995 حصلت على درجة الماجستير في التاريخ من جامعة أوروبا الوسطى. ثم التحقت بجامعة كامبريدج حيث حصلت على الدكتوراه عام 2000.
في عام 1999 أصبحت جولوبيفا محاضرة في أكاديمية لاتفيا للثقافة، حيث قامت بتدريس دورات في التاريخ الثقافي. في العام الدراسي 2001-2002 كانت رئيسة بالنيابة لقسم العلوم السياسية في جامعة ريغا ستردينس، وفي العام التالي عملت كرئيسة لمركز أبحاث في جامعة فيدزيمي للعلوم التطبيقية. ثم عملت كمستشارة في مستشارية الدولة، ومن عام 2004 إلى عام 2012 ومرة أخرى من عام 2014 إلى عام 2016 عملت كباحثة في مركز أبحاث السياسة العامة في لاتفيا. وهي متخصصة بشكل خاص في دراسة سياسة التعليم وسياسة الهجرة.
في عام 2017 كانت عضوًا مؤسسًا في حركة من أجل! الحزب وانتخبت في أول مجلس لإدارة الحزب.
في انتخابات 2018 البرلمانية في لاتفيا تم انتخاب جولوبيفا عضوًا في البرلمان السايما. ثم تم انتخابها سكرتيرة للبرلمان.
جولوبيفا هي ثاني عضو صريح من مجتمع الميم في السايما في تاريخ لاتفيا ، بعد إدغاردز رينكيفيسكي. وكانت أيضًا واحدة من أعلى عدد قياسي من النساء المنتخبات لمجلس النواب في تلك الانتخابات.